# Diego Amando Moreno Garza
Diego Amando Moreno Garza (Villahermosa, 13 de noviembre de 1987) es un guionista, productor, fotógrafo y director de cine mexicano.

## Reseña biográfica

### Estudios
Estudió la licenciatura en Lenguajes Audiovisuales en la Universidad Autónoma de Nuevo León (UANL) y cursó un doctorado en Artes y Humanidades en el Centro de Investigaciones en Ciencias, Artes y Humanidades de Monterrey (CICAHM).. Fue becario del Ayuntamiento de Madrid para creación artística en la emérita la Residencia de Estudiantes y becario de la Fundación Jan Michalski, en Montricher, Suiza.

### Carrera
Es miembro de la casa productora Jex Productions, y colaborador de distintas empresas productoras en México y el extranjero. Pertenece, además, al grupo Sierra Madre Oriental, fundado en Monterrey, Nuevo León.
Ha participado en diferentes festivales cinematográficos, como el séptimo Festival Internacional de Cine de Morelia (FICM) con su cortometraje de ficción Las campanas deben sonar por siempre en el 2008 y en el séptimo Festival Internacional de Cine de Monterrey (FIC Monterrey) con su largometraje El Pliegue.
Asimismo en el 2013 formó parte de la selección oficial del quinto Festival Internacional de Cine Distrital: Cine y Otros Mundos, llevado a cabo en la Ciudad de México con su largometraje Nosotros, Lucifer.
También en el 2013 con su cortometraje La duda, participó en el vigésimo segundo Croatian One Minute Film Festival en Pozega, Croacia. En el mismo año con su producción corta El enigmático continente negro incurrió en el quinto Caribbean Film Corner en Londres, Inglaterra.
En el 2014 se estrenó su obra Exergo, la cual dirigió y escribió el guion. También la fotografía y el montaje es confeccionado por él. Dicha obra se exhibió en la séptima edición del Festival Internacional de Cine de Murcia (IBAFF) del 2016 en España, y en el Festival Dei Popoli, en Florencia. 

Como fotógrafo hizo Las Letras (2015), dirigida por Pablo Chavarría Gutiérrez y presentada en CPHDOX.

## Docente
Fue profesor en el 2012 de la Universidad de Ciencias y Artes de Chiapas (UNICACH), en Tuxtla Gutiérrez, y durante el 2011 fue docente en la Facultad de Artes Visuales de la UANL. En el 2013 y 2014 trabajó en el área de divulgación científica de El Colegio de la Frontera Sur. Es también profesor del Instituto Tecnológico de Estudios Superiores de Monterrey.

### Filmografía
| Película                         | Año  | Rol                                                   |
| -------------------------------- | ---- | ----------------------------------------------------- |
| Las campanas deben sonar siempre | 2008 | Director, fotógrafo, guionista y editor               |
| El pliegue                       | 2011 | Director y guionista                                  |
| Nosotros, Lucifer                | 2013 | Director                                              |
| La duda                          | 2013 | Director, productor, guionista y protagonista         |
| El enigmático continente negro   | 2013 | Director                                              |
| Exergo                           | 2014 | Director, fotógrafo, guionista y encargado de montaje |